# Невинномиськ
Невинноми́ськ — місто крайового підпорядкування в Ставропольському краї Росії, у передгірній похилій рівнині на обох берегах річки Кубань, у місці впадання в неї річки Великий Зеленчук за 55 км південніше Ставрополя. 
Єдине мономісто у Ставропольському краї. 
З 22 грудня 2017 року — територія випереджального соціально-економічного розвитку.
29 жовтня 2020 року Думою Ставропольського краю було прийнято рішення про присвоєння почесного звання «Місто військової доблесті».
Через місто проходять Північно-Кавказька залізниця, а також федеральна автотраса «Кавказ». Автомобільний і залізничний вузли (6 мостів через Кубань і Великий Зеленчук). Залізничні станції Невинномиська (правий берег Кубані — центр міста) і Зеленчук (лівий берег Кубані — початок гілки на Черкеськ) на гілці Армавір — Мінеральні Води.
Місто складається з центральної частини на правому березі Кубані, а також мікрорайонів: Фабрика, Рождественське, ПРП, Низки, Красна Деревня, Правокубанський, ЗИП, Мельниця, Головне, Старий Город, Будинки Побуту (вул. Степова).
14 грудня 2019 року жителями міста на мосту був встановлений світовий рекорд «найбільша кількість осіб, які одночасно стоять у планці в світі». Протягом 1 хвилини у планці стояло 4573 людини.

## Походження назви
Місто Невинномиськ виникло з Станиці Невинномиська. Військовий історик Потто Василь Олександрович близько 100 років тому відшукав у моздокском архіві справа від 1784 року, з якого дізнався, що «якусь малу річку, що впадає в Кубань, надалі велено іменувати Невинною, оскільки дане їй колишніми тут солдатами изустное прізвисько було непотрібним».

## Офіційна символіка
Герб муніципального освіти міського округу-міста Невинномиська Ставропольського краю являє собою геральдичний щит з обрамленням. Основний фон щита-зелений. Головна фігура щита, виконана в блакитному кольорі, символізує мис при злитті двох річок, відображаючи тим самим місце розташування міста на з'єднанні річок Кубань і Великий Зеленчук, а також пояснюючи походження назви міста.
У нижній частині щита на з'єднанні рукавів річок зображена хімічна колба з рослиною всередині, обрамлена знизу шестернею, що вказує на головну специфіку міста як одного з найбільших промислових центрів Ставропольського краю. Колба-білого кольору, рослина-зеленого, шестерня — синього. У верхній частині щита поміщена деталь Ставропольського крайового герба у вигляді карти Ставропольського краю з хрестом і лінією сорок п'ятої паралелі. Колір карти-Золотий (жовтий), хрест і позначення паралелі — білого кольору. Цим підкреслюється, що місто є складовою частиною Ставропольського краю, вливаючись в нього символічним потоком блакитної річки.
Обрамлення щита аналогічно обрамленню герба Ставропольського краю: зліва-дубовий вінок бронзового (жовто-коричневого) кольору, праворуч-вінок з колосків пшениці бронзового (жовто-коричневого) кольору. Обрамлення перевито стрічкою з квітами прапора Ставропольського краю. Вгорі щита на стрічці число 1825 червоного кольору, що означає Рік заснування міста
Прапор муніципального утворення міського округу-міста Невинномиська являє собою прямокутне полотнище зі співвідношенням ширини до довжини 2: 3, розділене блакитним вілообразним хрестом на три частини: зелену (у древка) і дві жовті (вгорі і внизу). Вілоподібний хрест символізує злиття річок-Зеленчука і Кубані, окреслений ними трикутник — мис, інший простір — територія Ставропольського краю, перетинається річкою Кубанню.
Зелений колір символізує колір молодості і життя, природи, весни і процвітання, надії і здоров'я, блакитний колір — честь, славу, істину, відданість і чеснота, Чисте небо і воду. Жовтий Колір (золото) — колір благополуччя і миру, родючості і багатства-золота і хлібів. Жовтий колір вказує на адміністративну приналежність міста Ставропольському краю, повторюючи колір крайового прапора. Мис і річки одночасно є елементами герба міста Невинномиська.

## Фізико-географічна характеристика
Географічне положення
Місто Невинномиськ знаходиться в Передкавказзі, на Ставропольській височині по берегах річки Кубань, при впадінні в неї річки Великий Зеленчук, в 55 км південніше Ставрополя. У Невинномиську починається Невинномиський канал, що подає воду з річки Кубань в річку великий Єгорлик.
Часовий пояс
Місто Невинномиськ, як і весь Ставропольський край, знаходиться в часовій зоні, що позначається за міжнародним стандартом як Moscow Time Zone (MSK), час збігається з поясним.
Клімат
Клімат в місті Невинномиську помірно континентальний, характеризується м'якою зимою і жарким літом.
Завдяки великій кількості водних ресурсів і м'якому клімату, місто володіє мальовничими водоймами, лісосмугами і парками. Лісопарковий масив, уздовж лівого берега річки Кубань і правого берега річки Зеленчук, з природою, не зворушеною з часів заснування міста, є однією з визначних пам'яток міста і улюбленим місцем відпочинку городян.

## Історія

### XVIII-XIX століття
Місто Невинномиськ-один з промислових центрів Ставропольського краю. Місто розташоване біля злиття двох річок великого Зеленчука і Кубані.
Ця територія почала освоюватися людьми ще в глибоку давнину. У той час по цій території переганяли свої стада скотарі, про що свідчать кам'яні вимостки — місця їх привалів. Археологи знайшли в даній місцевості скіфські, хазарські, сарматські поховання, а також сліди аланських, давньоболгарських, ординських, меото-сарматських поселень.
У другій половині першого тисячоліття нашої ери тут пролягало одне з відгалужень Великого Шовкового шляху від пониззя Волги в Закавказзі і чорноморські порти. Є свідчення, що тут бували гуни, авари, печеніги, половці, монголи.
- 1778 рік. Кримське ханство з його кубанськими володіннями увійшло до складу Російської імперії і відповідно пересунулися кордони на захід. На мису, для контролю над переправою і долиною, був побудований редут. Згодом мис отримав назву невинний, а невелика річка, що впадає в Кубань — безневинна.
- 1784 рік. Заснований неукріплений, що залишає на зиму редут.
- 1787 рік. Зміцнення редуту.
- 1789 рік. Близько Невинномиського редуту, за наказом начальника Кавказького корпусу генерала Текелі зосередилися великі військові сили, щоб відбити напад багатотисячного корпусу турків під командуванням сераскіра Батал-паші.
- 1804 рік. Загін черкесів, прорвавшись нижче Невинномиського редуту через кордонну лінію, спробував викрасти «мирних» ногайців за Кубань. Три хоперські сотні, резерв Невинномиського редуту сотника Гречкіна, три ескадрони драгун в районі Борсуковського поста розбило і розсіяло горян, відбивши ногайців.
- Початок 1810-х років. Будівництво редуту на Невинській горі. Гарнізон збільшено, встановлена ще одна гармата.
- Вересень 1813 року. Великий загін черкесів прорвався на допомогу Назир Саїд Ахмету Ефенді через лінію біля Невинномиського редуту. Близько двох тисяч ногайців з сім'ями і худобою рушили за Кубань під прикриттям трьохтисячного загону Черкеської кінноти. Загін генерала Портнягіна наздогнав ар'єргард горців і вступив у бій, який тривав два дні. В результаті тільки невелика частина зуміла в декількох місцях переправитися і піти за Кубань.
- 23 червня 1815 року. Півсотні хоперців під командою осавула Стрижневського, переслідуючи від Ставропольської фортеці абреків, наздогнала їх у Невинномиського редуту. При переправі через Кубань ватажок банди, князь Хопач, був убитий разом з десятьма своїми поплічниками.
- 14 (1 за ст. стилем) жовтня 1825 року. Заснована Станиця Невинномиська.
- 1826 рік. [О.П. Єрмолов написав генерал-майору князю Горчакову: «Станиця Невинномиська поселена при фортеці невинний мис, поблизу гирла великого Зеленчука». Одночасно-були утворені Баталпашинська (нині м. Черкеськ), Біломечетська і Борсуковська Станиці.
- 16 травня 1833 року. - Утворення в Невинномиській і Баталпашинській сильних кордонних резервів. Доведення складу полку до 12 сотень.
- Квітень 1834 року. Абреки чисельністю понад 20 осіб переправилися через Кубань біля Донського поля (нині селище головне), але були козаками повністю знищені.
- 1839 рік. Велика група абреків напала біля станичного валу на групу козаків. Два козаки були вбиті, троє поранені і двоє захоплені в полон.
- 1850 рік. Невинномиську відвідав великий князь Олександр Миколайович (майбутній імператор Олександр II). У Станиці йому була організована урочиста зустріч. Невинномиська сотня почесним ескортом супроводжувала князя на річку Куму до П'ятигорська.
- 1872-1875 рр. Будівництво залізниці.
- 1894 рік. І. Д. Баранов ввів в експлуатацію одну з найбільших на Північному Кавказі парових млинів.
- 1895 рік. Купцем і. А. Лапіним побудована найбільша в Російській імперії шерстомойная фабрика. У Станиці відкриваються школи, з'являється перший сінематограф. У центрі Станиці зводиться новий храм Покрови Пресвятої Богородиці.

### XX століття
- 1905-1907 року — залізничники станції Невинномиська беруть участь у страйках першої російської буржуазно-демократичної революції.
- Травень 1917 року. Організація першого професійного союзу робітників шерстомойной фабрики і млина.
- 1918 року. Встановлення Радянської влади в Станиці Невинномиській. Організовано Військово-революційний комітет. Створення Невинномиського революційного загону. Створення бронепоїзда» Комуніст № 1. Організовано станичну Раду робітничих, селянських і козацьких депутатів. Націоналізована шерстомійна фабрика. 27 жовтня - у Станиці скликаний II Надзвичайний з'їзд рад Північного Кавказу. Під час громадянської війни Станиця розділилася на два табори: більшість працівників підприємств воювала на боці Радянської влади, а козаки — на боці Білої гвардії. Станиця кілька разів переходила з рук в руки. У Невинномиській був організований другий Кубанський революційний загін Якова Балахонова. Тут воювали бійці червоного командира Івана Кочубея та білоказаки генерала Шкуро.
- 15 березня 1920 року. Остаточне встановлення Радянської влади.

У квітні створено один з перших у Баталпашинському відділі комсомольський осередок.
- 1921 рік. Надалі Невинномиська пережила страшний голод 21-го року, розкуркулення, репресії та суцільну колективізацію.
- Листопад 1922 року. Шерстомойной фабриці присвоєно ім'я В. і. Леніна.
- 2 липня 1924 року. Утворений Невинномиський район.
- 1927 рік. Проведено електрику. З'явилося радіо, відкрився кінотеатр.
- 1929 рік. У Станиці організований колгосп імені В. і. Леніна.
- 1933 рік. При Невинномиській МТС створено політвідділ.
- 1936 рік. Початок будівництва-Невинномиського каналу.
- 19 жовтня 1939 року. Станиця Невинномиська перетворена в місто районного підпорядкування Невинномиськ.
- 25 Квітня — 25 травня 1940 року. 30 ударних днів народної будівництва на трасі Невинномиського каналу.
- 22 червня 1941 року. У районі створюються винищувальні загони по боротьбі з диверсантами.
- Серпень 1942 року. Початок окупації Невинномиська нацистськими загарбниками.
- 21 січня 1943 року. Звільнення Невинномиська частинами 9-ї армії.
- Лютий 1944 року. Відновлення будівництва Невинномиського каналу.
- 1 червня 1948 року. Відкриття Невинномиського каналу.
- 7 березня 1952 року. Початок будівництва заводу з виробництва азотних добрив з природного газу Невинномиський азот.
- 2 листопада 1956 року. Скасовано Лібкнехтівський район. Села Ольгинське та Великокнязівське, передані до складу Невинномиського району.
- 1957 рік. Відкрито історико-краєзнавчий музей.
- 1959 рік. Невинномиський район перейменовано на Кочубеївський, а центр району перенесено з міста Невинномиська в селі Ольгінське.
- Березень 1960 року. Початок будівництва азотно-тукового заводу в Невинномиську (Всесоюзне ударне комсомольське будівництво).
- 1961 рік. Села Кочубеївське та Великокнязівське Невинномиського району об'єднані в один населений пункт-село Ольгинське.
- 1961 рік. Село Ольгинське перейменоване в село Кочубеївське.
- 2 серпня 1962 року. На Невинномиському азотно-туковому заводі отримано перший продукт-аміак.
- 1963 рік. Відкриття Палацу культури і техніки хіміків.
- 10 січня 1963 року. Організовано Невинномиський хімічний комбінат.
- 1965 рік. Відкриття філії Центрального науково-дослідного інституту вовни.
- Жовтень 1966 року. Початок проектування Невинномиського заводу побутової хімії.
- 1967 рік. Невинномиської ГРЕС присвоєно ім'я 50-річчя Великої Жовтневої соціалістичної революції.
- 28 червня 1971 року. Введення Невинномиського заводу побутової хімії в експлуатацію.
- 1972 рік. Будівництво Невинномиського заводу електровимірювальних приладів ЗІП.
- 1973 рік. Початок будівництва камвольно-прядильної фабрики.
- 1992 рік. НВО " Азот «приватизовано і перетворено у ВАТ Невинномиський азот.

### XXI століття
- 2001 рік. ВАТ Єврохім стало найбільшим акціонером ВАТ Невинномиський азот.
- Червень 2002 року. Найбільша за 100 років повінь, в результаті якої в межах міста впали майже всі мости через Кубань (крім побудованого при Миколі II), і повністю затопила деякі райони. Залишилися функціонувати лише залізничний міст (післявоєнної споруди) і гребля в районі головне.
- 24 серпня 2006 року. Град. Градини досягали 20 мм в діаметрі і важили по 100 грам, зафіксовано більше сотні обривів ліній електропередач. Одна людина загинула і більше 80 отримали травми різного ступеня тяжкості.
- 2008 рік. МХК "Єврохім" початок будівництва першого в Росії виробництва меламіну на базі «Невинномиського азоту».
- 12 червня 2008 року. Сильні дощі викликали підтоплення деяких районів міста.
- 2 травня 2012 року стався землетрус силою 4 бали, жертв немає.
- 22 грудня 2017 року — в межах міста Невинномиська створена територія випереджаючого соціально-економічного розвитку. Статус було присвоєно на підставі Постанови Уряду РФ № 1606, підписаного прем'єр-міністром Дмитром Медведєвим. Термін дії статусу 10 років.

## Органи влади
Структуру органів місцевого самоврядування міста складають:
- Дума міста — орган міста;
- глава міста — глава муніципального освіти, який очолює адміністрацію міста;
- адміністрація міста —  виконавчо-розпорядчий орган міста;
- контрольно-Рахункова палата міста.

Голови міста
- Анатолій Семенченко;
- Віктор Ледовской;
- Костянтин Храмов;
- В.О. З березня по липень 2012 року — Тетяна Васильченко;
- з липня 2012 року по 21 квітня 2015 року — Сергій Батинюк;
- з 21 квітня 2015 року по 17 листопада 2016 року — Надія Богданова;
- з 17 листопада 2016 року — Михайло Міненков.

Голови Адміністрації:
- до квітня 2015 року — Сергій Батинюк;
- з 29 травня 2015 року до листопада 2016 року — Василь Шестак.
- З листопада 2016 року посаду голови Адміністрації суміщає голова міста.

Голова Думи міста
- Олександр Олександрович Медяник[7].

## Сучасні технології

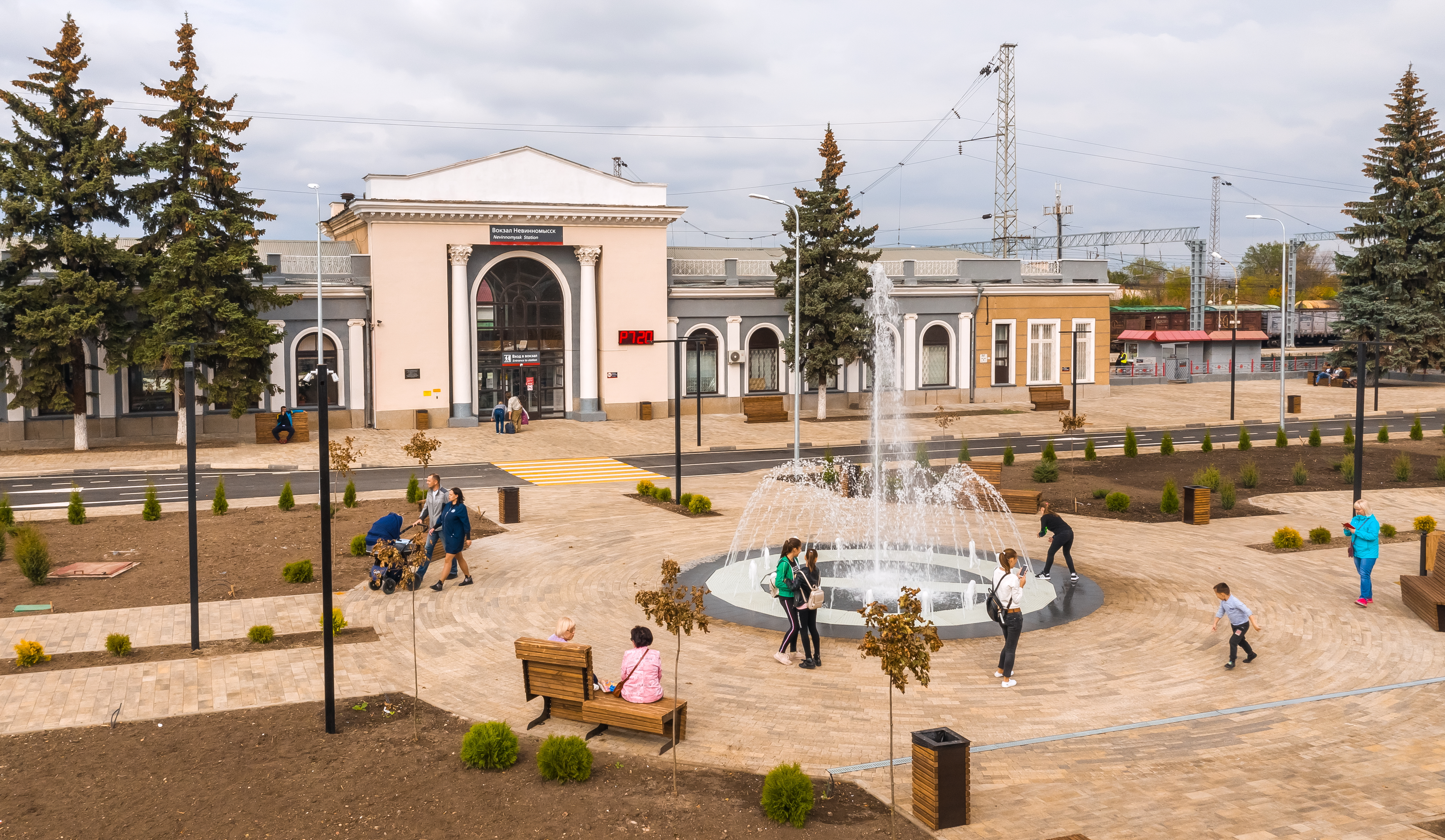
Сучасна площа в місті

В Невинномиську активно впроваджують систему "Розумне місто". На сьогоднішній день в місті успішно працюють кілька модулів з системи "розумного міста". Серед них-програмний комплекс "Урбанікс", який забезпечує картографічну основу Невинномиська, а також "розумне освітлення", створене в рамках енергосервісного контракту, і система відеоспостереження "Безпечне місто".
У планах установка "розумних зупинок" і ряд інших нововведень.
Також на околиці Невинномиська почав функціонувати вітропарк з 84 вітроенергетичних установок, що генерують по 2,5 МВт. Таким чином, сукупна потужність вітроелектростанції становить 210 МВт.

## Культура
- Міський Палац Культури ім. Гіркий.
- Культурно-дозвіллєвий центр Батьківщина.[9]
- Центральна міська бібліотека.[10] Відкрито 21 квітня 1976 року.[11]
- Невинномиськ історико-краєзнавчий музей[12]. Музей був створений у травні 1957 року. Ініціаторами були ветерани громадянської та Великої Вітчизняної воєн. У музеї три зали-експозиційний ("погляд у минуле. Про історію розвитку міста"» та два виставкових.
- Парки культури і відпочинку» міста Невинномиська[13]

## Транспорт

Новий шляхопровід у Невинномиську

Залізнична станція Невинномиськ приймає приміські та далекі пасажирські поїзди. По місту переміщаються сучасні автобуси і маршутки. Проїзд на громадському транспорті коштує 23 рубля.
У 2019 році в Невинномиську побудований новий шляхопровід, протяжність моста становить 1,1 кілометра, а вся розв'язка досягає 3 кілометри. На шляхопроводі організовані чотири смуги для автотранспорту і два тротуари, а сам він перетинає п'ять залізничних колій, найбільший в Ставропольському краї шляхопровід. Шляхопровід побудований через залізницю Невинномиськ-П'ятигорськ, Невинномиськ-Москва, в районі вулиць Степової і Революційної. Відкриття відбулося 27 грудня 2019 року.

## Охорона здоров'я
Мережа медичних закладів міста представлена 7 лікувально-профілактичними закладами.
- ГБУЗ СК міська лікарня Невинномиська ГБУЗ СК Стоматологічна поліклініка Невинномиська
- ГБУЗ СК»Ставропольська Крайова клінічна спеціалізована психіатрична лікарня №1. Невинномиська філія
- ГБУЗ СК "Крайовий клінічний протитуберкульозний диспансер"» Невинномиська філія
- ГКУЗ СК "Дитячий крайовий санаторій" Журавлик»
- АНМО "Ставропольський крайовий клінічний консультативно-діагностичний центр",
- Невинномиська філія
- НУЗ "Вузлова поліклініка на станції Ставрополь" ВАТ "Російські залізниці", поліклініка №2
- У 2019 році на підставі розпорядження Уряду Ставропольського краю 7 медичних установ міста були реорганізовані шляхом приєднання до ГБУЗ СК «Міська лікарня» р. Невинномиська (Міська лікарня №2, Дитяча міська лікарня, Міська поліклініка №1, Міська поліклініка №2, Станція швидкої медичної допомоги, Невинномиськ міський лікувально-реабілітаційний центр, Невинномиськ міський лікарсько-фізкультурний диспансер).

Структура установи представлена п'ятьма основними підрозділами (поліклініка, лікарня № 1, лікарня № 2, Дитяча лікарня, Станція швидкої медичної допомоги) в тому числі шкірно-венерологічним диспансерним відділенням, пологовим будинком, жіночою консультацією, а також діагностичними, лабораторними та іншими допоміжними службами.
В даний час в рамках федеральної програми модернізації охорони здоров'я інтенсивно проводяться капітальні та поточні ремонти будівель лікувальних установ, закуповується сучасне медичне та господарське обладнання. В рамках федеральної програми по зниженню смертності від серцево-судинних захворювань і надання своєчасної, ефективної, доступної медичної допомоги хворим з порушенням мозкового кровообігу і гострим інфарктом міокарда в ГБУЗ СК «міська лікарня» м Невинномиська було відкрито первинне судинне відділення.
Крім того, в місті здійснюють свою роботу Приватні клініки та центри:
Поруч з Невинномиському в селах Казьминское і Воронезьке є цілющі термальні джерела.

## Спорт

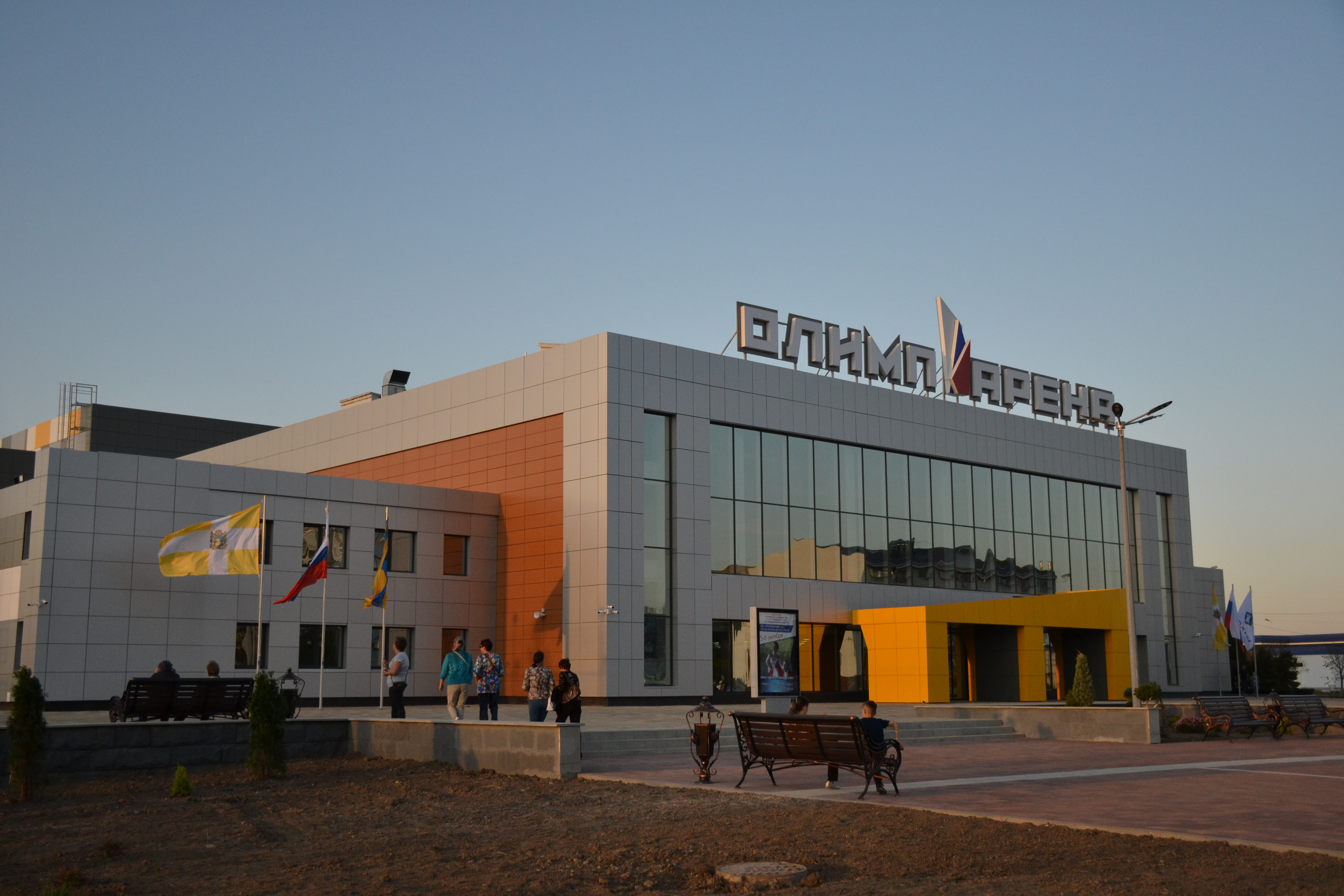
СКК "Олімп-Арена" в Невинномиську

- Спортивно-культурний комплекс "Олімп-Арена". Побудований в 90-х роках XX століття. Після масштабної реконструкції, що завершилася в 2019 році, «Олімп-Арена» став найсучаснішим спортивним комплексом на півдні Росії з інфраструктурою, що дозволяє приймати змагання міжнародного рівня[14].
- Басейн. Дитячо-Юнацька Спортивна Школа Рекорд.
- Стадіон НГГТІ (колишня назва Хімік).
- Стадіон «Спортивне ядро» (Вовняник). Домашній стадіон футбольної команди "Невинномиськ", до недавнього часу брала участь в чемпіонаті Ставропольського краю. За нестачею коштів команда була зняла з чемпіонату СК і зараз виступає в чемпіонаті Кочубеївського району.
- Дитяча футбольна команда Веста. Базується в будівлі ліцею № 6.

## Економіка
Місто Невинномиськ відноситься до монопрофільних муніципальних утворень Російської Федерації зі стабільною соціально-економічною ситуацією та, починаючи з 2017 року, входить в десятку кращих моногородов Росії.
22 грудня 2017 року, згідно з Федеральним законом «Про територіях випереджаючого соціально-економічного розвитку Російської Федерації», Уряд РФ ухвалило створити в межах мономіста територію випереджаючого соціально-економічного розвитку «Невинномиськ» з метою диверсифікації економіки, зниження залежності від містоутворюючого підприємства, підвищення інвестиційної привабливості міста, створення нових робочих місць, залучення інвестицій.
За підсумками 2018 року мономісто Невинномиськ увійшло до Топ-10 лідерів щорічного рейтингу мономіст. Рейтинг комплексно оцінює активність та ефективність роботи органів місцевого самоврядування, рівень розвитку МСП, міської економіки та міського середовища. Щорічний рейтинг мономіст вперше сформовано в рамках реалізації заходів програми «Комплексний розвиток мономіст» (2016-2018 рр..).
Промисловість
Містоутворюючі підприємства: АТ «Невинномиськ азот», АТ «Арнест» (відкрито 28 червня 1971 року як Невинномиськ завод побутової хімії, видав першу продукцію 26.03.1971 року). Також до великих підприємств є: філія» Невинномиська ГРЕС «ПАТ» Енел Росія«, філії ПАТ» РусГідро  —  Каскад кубанських ГЕС«, завод вимірювальних приладів» Енергоміра (ФІЛІЯ ЗАТ «Електротехнічні заводи»Енергоміра).
Станом на 11 липня 2020 року статус резидента ТОСЕР мають 13 організацій:
- ТОВ "Казьминський молочний комбінат — інвестпроект «Будівництво молочного комбінату потужністю 50 тонн сирого молока в зміну»;
- ТОВ "Євродом" - інвестпроект «Виробництво виробів з пінополістиролу»;
- ТОВ "Ремуніверсал" - інвестпроект «створення виробництва змінного інструменту для випуску аерозольних балонів»;
- ТОВ «Алюмар "- інвестпроект «організація імпортозамінного виробництва високоякісних рондолей на території Ставропольського краю»;
- ТОВ "Аеробалл" - інвестпроект «створення сучасного експортоорієнтованого виробництва алюмінієвих балонів»;
- ТОВ " МОК "- інвестпроект Організація виробництва кондитерського обладнання та садових меблів у м. Невинномиську;
- ТОВ "НКФ — - інвестпроект «Організація виробництва кондитерських виробів у м. Невинномиську»;
- ТОВ "Дитячі майданчики" - інвестпроект: Дитячі ігрові майданчики;
- ТОВ "Ставропольська Фруктова Долина — інвестпроект «Закладка інтенсивного фруктового саду на території Ставропольського краю»;
- ТОВ "Велес — інвестпроект" розвиток швейного виробництва на території міста Невинномиська Ставропольського краю»;
- ТОВ Золотий берег - інвестпроект створення оздоровчого комплексу Золотий берег в м. Невинномиську.
- Кондідетерська фабрика Невинномиська.
- Фруктосховище міста Невинномиська.
- Компанія Стіл-СОФТ - передбачає організацію нового виробництва інженерних засобів охорони територій.

Інші підприємства
- Філія ПАТ РусГідро - Каскад кубанських ГЕС
- Філія» Невинномиська ГРЕС - ПАТ Енел Росія»
- ЗІП «Енергоміра» ФІЛІЯ ЗАТ "Електротехнічні заводи" Енергоміра
- ТОВ «Газпром трансгаз Ставрополь» Невинномысское ЛПУМГ
- АТ Залізобетон»
- ВАТ Невинномиський електромеханічний завод»
- ТОВ Невинномиський хлібокомбінат
- ТОВ Невинномиський маслоекстракційний завод
- ТОВ Птахокомбінат.

Регіональний Індустріальний парк
У 2010 році в місті створено Індустріальний парк площею 804,4 га. Індустріальний парк забезпечений усім необхідними комунікаціями (електропостачання, теплопостачання, газопостачання, водопостачання та водовідведення). Станом на 01 січня 2020 року освоєно 50% території парку.
Станом на 2020 рок статусом резидента Ріп володіють 10 підприємств:
- ТОВ "СтавСталь" з інвестиційним проектом Металургійний завод СтавСталь»;
- ТОВ "Термінал" з інвестиційним проектом розвиток і модернізація логістичного комплексу Термінал»;
- ТОВ "Невинномиський профіль" з інвестиційним проектом " Виробництво гнутих оцинкованих металевих профілів методом холодного профілювання»;
- ТОВ "ПК Будмонтаж Південь" з інвестиційним проектом " Комплекс з виробництва сухих будівельних сумішей»;
- ТОВ "Невинномиський радіаторний завод «з інвестиційним проектом»Будівництво Невинномиського радіаторного заводу. 19 Грудня 2016 року відкрито першу чергу підприємства з виробництва алюмінієвих радіаторів опалення.
- ТОВ "АЛЬП" з інвестиційним проектом "перший етап" Виробництво магнієвої продукції, фосфатно-магнієвих та розчинних мінеральних добрив за екологічно чистими безвідходними технологіями»;
- ТОВ "Єврохім-Термінал Невинномиськ" з інвестиційним проектом "розподільний центр (ХАБ) мінеральних добрив, насіння та засобів захисту рослин у м. Невинномиськ»;
- ТОВ "Ставропольська Фруктова Долина" з інвестиційним проектом "Закладка інтенсивного фруктового саду на території Ставропольського краю»;
- ТОВ «Агро компанія-Південь» з реалізацією масштабного інвестиційного проекту "будівництво першої, другої і третьої черг тепличного комплексу з виробництва плодоовочевої продукції захищеного грунту, площею 60,7 га, розташованого в Ставропольському краї поблизу міста Невинномиськ»;
- ТОВ "Крон «з інвестиційним проектом» розвиток виробництва сендвіч-панелей і фасонних виробів".
- ТОВ «Невинномиськ гідрометалургійний завод».

Від міста розпочинається Невинномиський канал.

## Пам'ятки монументального мистецтва
- Пам'ятник В. І. Леніну. 1958 р.
- Пам'ятник І.А. Кочубею. 1959 р.
- Пам'ятник В. І. Леніну. 1957 р.
- Пам'ятник А. М. Горькому. 1958 р.

Обеліск "Вічна слава", встановлений на честь 50-річчя Радянської влади

- Пам'ятник Д.І. Менделєєву. 1960 р.
- Пам'ятник Г. М. Кржижановському. 1976 р.
- Пам'ятник Герою Радянського Союзу Т. Н. Підгірному. 1975 р.

## Міста-побратими
- Белово, Болгарія
- Кванджу, Південна Корея
- Піцунда, Грузія
- Сумгаїт, Азербайджан
- Бєлорєченський район, Росія
- Черкеськ, Росія

## Люди
В місті народився Шпак Анатолій Петрович — вчений у галузі фізики твердого тіла, академік НАН України.